# Ширинский, Александр Александрович
Александр Александрович Ширинский (11 июня 1951, Москва — 3 января 1994, Мамоны, Иркутская область, Россия) — скрипач, Заслуженный артист РСФСР (1989), доцент Московской государственной консерватории, кандидат искусствоведения.

## Биография
Родился в Москве. С 6 лет начал учиться играть на скрипке. В 1968 году окончил с золотой медалью ЦМШ при Московской государственной консерватории; в 1974 году — с отличием Московскую государственную консерваторию по классу скрипки у Д. М. Цыганова и в 1978 году — аспирантуру. По окончании консерватории был распределён в Ивановскую филармонию в качестве скрипача-солиста.
С 1976 года преподавал в Московской консерватории, совмещая педагогическую работу с активной сольно-концертной деятельностью, читал лекции по истории и теории смычкового искусства и методике преподавания. Автор ряда научных трудов (книг, статей, докладов) по проблемам скрипичного исполнительского искусства. Вёл активную музыкально-общественную деятельность, был редактором консерваторской газеты «Оркестрант», сотрудничал с газетой «Советский музыкант». В течение нескольких лет руководил работой студенческого научно-теоретического общества оркестрового факультета Московской государственной консерватории.
С 1980 года А. Ширинский стал гастролировать по всей России — от Мурманска и Архангельска до Владивостока и Сахалина, — а также в Литве, Латвии, Грузии, Армении, Азербайджане, Украине, Казахстане, Белоруссии, Молдавии, Эстонии, Узбекистане, Кыргызстане.
За годы работы по линии Союзконцерта А. А. Ширинским было исполнено около 20-ти различных программ. Среди них циклы всех сонат И. С. Баха, Л. Бетховена, И. Брамса; монографические программы из произведений С. С. Прокофьева, Д. Д. Шостаковича; тематические программы «Русская скрипичная музыка», «Советская скрипичная музыка», «Скрипичные миниатюры». Впервые исполнил ряд сочинений молодых советских композиторов.
Александр Ширинский активно концертировал в дуэте с пианистом Дмитрием Галыниным.
В 1993 году дуэт А. А. Ширинского и Д. Г. Галынина осуществил первую в мире запись всех произведений Н. К. Метнера для скрипки и фортепиано (2 компакт-диска) — «Ладъ» (МК417109 A + B).
3 января 1994 года Александр Ширинский в возрасте 42-х лет погиб в авиакатастрофе вместе со своей скрипкой (Катастрофа Ту-154 под Иркутском). Самолёт, летевший из Иркутска в Москву, разбился через 12 минут после взлёта, причина — пожар в двигателе.

## Критика
«…живая творческая натура музыканта с его индивидуальным восприятием явлений, личным опытом, собственным эмоциональным напряжением…» Р. Р. Давидян
«Интерпретации А. Ширинского отличаются глубиной и масштабностью содержания, ярким артистизмом, красотой и одухотворённостью звучания, особым благородством художественного вкуса. Высокое мастерство владения инструментом, тонкое чувство стиля позволяют скрипачу с совершенством исполнять произведения различных эпох». Д. М. Цыганов

## Семья
Потомственный музыкант. Прабабушка — пианистка Евгения Францевна Кассан (в замужестве — Ширинская), открыла первую музыкальную школу в городе Екатеринодаре. Дедушка (сын Е. Ф. Кассан) — скрипач Василий Петрович Ширинский, композитор, дирижёр, педагог, Народный артист РСФСР, лауреат Сталинской премии первой степени, один из основателей Государственного струнного квартета имени Бетховена (квартет Московской консерватории), а также его бессменный участник. Его родной брат — виолончелист Сергей Петрович Ширинский — исполнитель, педагог, Народный артист РСФСР, лауреат Сталинской премии первой степени, также один из основателей и бессменный участник Государственного струнного квартета имени Бетховена.
Мать — Нина Васильевна Ширинская, пианистка, педагог, преподавала специальное фортепиано в ЦМШ и общее фортепиано в МГК им. П. И. Чайковского.

## Литературная деятельность
- Штриховая техника скрипача. М. : Музыка, 1983. — 85 с.: нот. ил.; 21 см[8].
- Скрипичные произведения Д. Шостаковича: проблемы интерпретации. М., 1988.
- Интерпретация скрипичных концертов Прокофьева, Мясковского, Хачатуряна: Уч. Пособие. М., 1991.
- Проблемы интерпретации скрипичного концерта П. И. Чайковского / Музыка П. И. Чайковского. Вопросы интерпретации: Сб. науч. Тр. М., 1991, С. 60-72.
- Интерпретация Д. Ф. Ойстрахом Концерта для скрипки с оркестром Н. Я. Мясковского // Музыкальное исполнительство и педагогика: Сб. статей / Сост. Т. А. Гайдамович. М., 1991, С. 35-50.
- Д. М. Цыганов — скрипач, артист, педагог. М., 1994[9].

## Диски
- «Прекрасный вечер» («Fine Night», 1991, фирма «Вист»).
- «Три скрипичные сонаты И. Брамса» (1991, фирма «Вист-Олимпия»).
- «Все сочинения для скрипки и фортепиано Н. Метнера» (1993, фирма «Ладъ»).